# Chade nos Jogos Olímpicos de Verão de 1964
O Chade competiu nos Jogos Olímpicos pela primeira vez nos Jogos Olímpicos de Verão de 1964 em Tóquio, Japão. Ele foi convidado pelo COI em 1º de maio, com reconhecimento provisório do Comitê Olímpico Nacional do Chade. A delegação do Chade chegou em 19 de junho.

## Resultados por Evento

### Atletismo
800 m masculino
- Ahmed Issa
  1. Primeira Eliminatória - 1:49.7
  2. Semifinal - 1:49.4 (não avançou)

1.500 m masculino
- Ahmed Issa
  1. Round 1 - Não começou

Salto em altura masculino
- Mahamat Idriss
  1. Classificatória - 2.06
  2. Final - 2.09 (9º lugar)